# Lucio Valerio Potito (console 393 a.C.)
Lucio Valerio Potito (Roma, ... – ...; fl. IV secolo a.C.) è stato un politico e militare romano del V secolo a.C..

## Consolato
Trascorsi quindici anni dal 408 a.C., durante i quali furono eletti ogni anno dei tribuni consolari, nel 393 a.C. vennero rieletti dei consoli: Lucio Valerio Potito e Publio Cornelio Maluginense Cosso che tuttavia si dimisero, lasciando il posto ai due consoli suffecti Lucio Lucrezio Tricipitino Flavo e Servio Sulpicio Camerino.
Lucio Valerio Potito divenne nuovamente console nel 392 a.C. insieme a Lucio Furio Medullino.
I romani sconfissero nuovamente gli Equi sul monte Algido, e per questa vittoria a Valerio fu concesso il trionfo, e a Marco un'ovazione.
Per la vittoria su Veio, furono celebrati i ludi magni e fu consacrato il tempio a Giunone Regina, voluto da Furio Camillo.
Si dichiarò poi guerra alla città di Volsinii e ai Salpinati, che però non si poté combattere perché a Roma era scoppiata un'epidemia, che colpì anche i consoli, che per questo motivo dovettero rimettere le proprie cariche anzitempo nelle mani di un interré.

## Vita Privata
Lucio Valerio Potito nasce nel V secolo a.C. ed è un eminente esponente patrizio della gens valeria; raccolse molti consensi alla sua persona, non solo perché valentissimo generale, ma pure per la sua sensibilità ai problemi degli altri, sia della sua truppa che del popolo romano, tanto che perfino la plebe lo stimava e lo votava. Non per nulla venne eletto per ben 5 volte tribuno consolare nella Repubblica Romana. 

### Gioventù
Lucio nacque in una Roma turbolenta, nel cuore del IV secolo a.C. La sua giovinezza fu segnata da eventi drammatici e traumatici che avrebbero forgiato il suo carattere.
Il giovane Lucio, all’età di sei anni, subì una perdita devastante. Il padre, un importante ufficiale romano, morì in circostanze misteriose. Si dice che fosse stato brutalmente aggredito da un cane feroce durante una campagna militare, un evento che scosse profondamente la famiglia e la lasciò senza una guida paterna. Poco tempo dopo la morte del padre, sua madre fu coinvolta in un complotto contro il consolato, accusata di aver ordito un piano per rovesciare il governo. La sua prigionia fu una terribile umiliazione per Lucio, che perse la figura materna e fu costretto a vivere sotto la tutela di un altro parente. 
In questo periodo di grande instabilità, Lucio fu adottato dallo zio materno, un uomo di grande potere ma con un passato oscuro. Questi lo accolse nella sua casa e lo educò alla politica e alla guerra, ma la sua figura paterna non fu quella ideale. Lo zio, seppur abile nelle arti della diplomazia, aveva un temperamento spietato e crudele, e la sua formazione fu severa, forgiando Lucio in un giovane determinato ma spesso cinico.

### Carriera Militare e Scandali

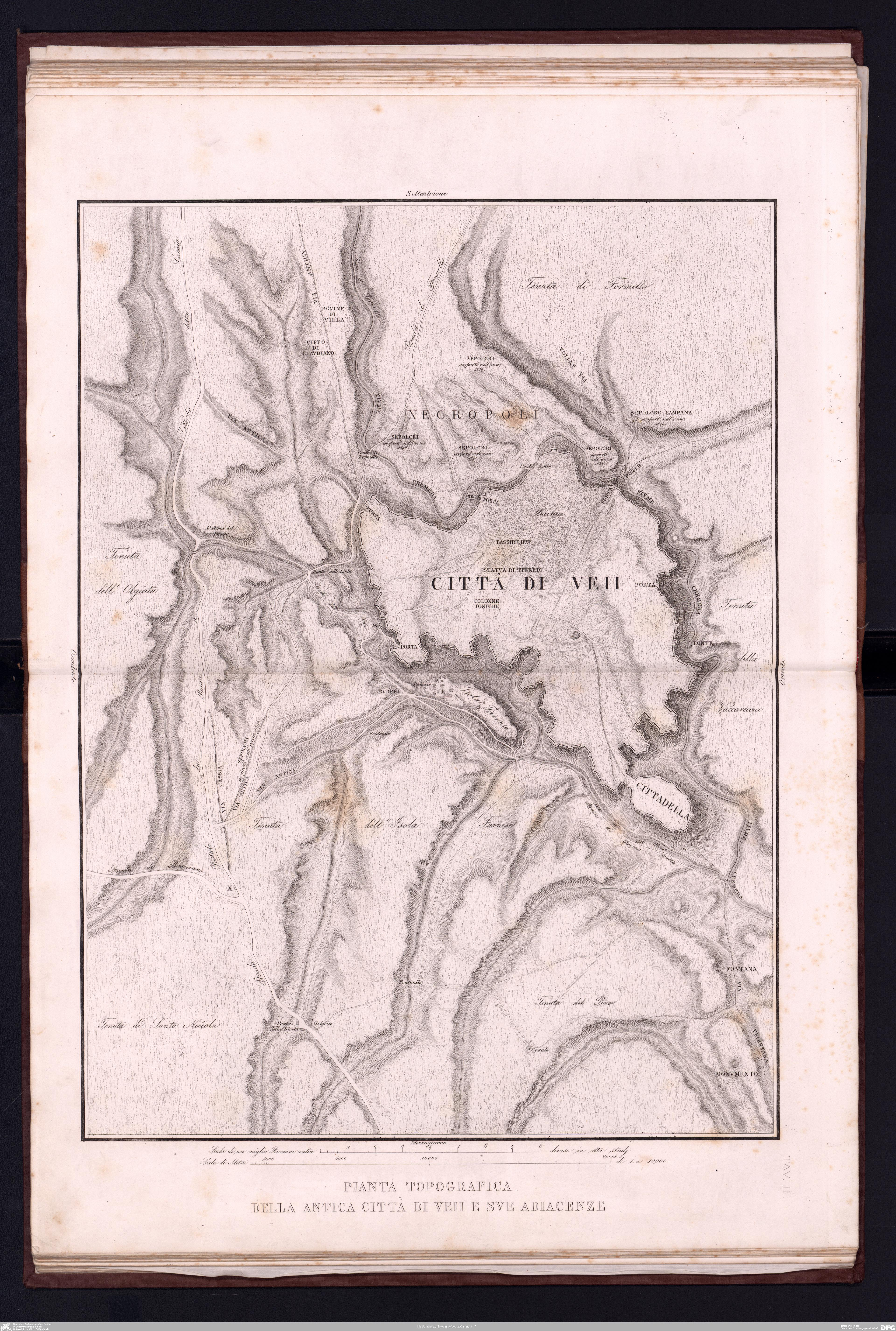
Mappa di Veio

Raggiunta la maggiore età, Lucio si unì all'esercito romano, partecipando a una delle campagne più cruente contro la città etrusca di Veio. L'assedio durò anni e Lucio si distinse per il suo coraggio, ma anche per la sua spietatezza in battaglia, dimostrando una notevole abilità nel comandare le truppe. Tuttavia, le atrocità compiute durante il conflitto, che videro anche la strage di prigionieri, segnarono la sua reputazione. Nel corso della guerra contro Veio, si diffusero voci di strani comportamenti all'interno dell'esercito romano, legati a superstizioni e riti strani, che coinvolsero alcuni soldati e schiavi. Questi episodi turbavano l'opinione pubblica e alimentavano scandali che nuocerono ulteriormente alla figura di Lucio, che cominciò ad essere visto come un uomo capace di manipolare la moralità per ottenere potere.
Nel 399 a.C., durante una campagna contro i Volsci, Lucio subì gravi ferite in battaglia. Un attacco da parte di un guerriero nemico lo lasciò privo della vista e con danni irreparabili. La sua perdita fisica fu simbolica: la Roma di un tempo non avrebbe mai accettato un comandante che non fosse completamente in grado di condurre le proprie legioni. 

### Tarda Età e Ritiro in Egitto
Dopo il suo quinto consolato nel 398 a.C., Lucio decise di ritirarsi dalla vita politica, segno del suo desiderio di distacco dalle lotte intestine di Roma. La sua visione della politica era ormai cinica, e il peso della guerra e delle decisioni difficili prese durante il suo mandato lo aveva trasformato. Sotto la pressione di un mondo che non lo accettava più, Lucio decise di trasferirsi in Egitto, poco dopo la morte del suo alleato e amico, il faraone Amirteo. Qui si rifugiò in una grande villa, vivendo lontano dalle tensioni romane. Nonostante il suo isolamento, Lucio divenne famoso per la sua strana personalità e per alcuni scandali che lo seguirono anche in esilio. Le sue controversie politiche e militari non furono dimenticate facilmente, e la sua figura continuò a essere discussa.

### Morte

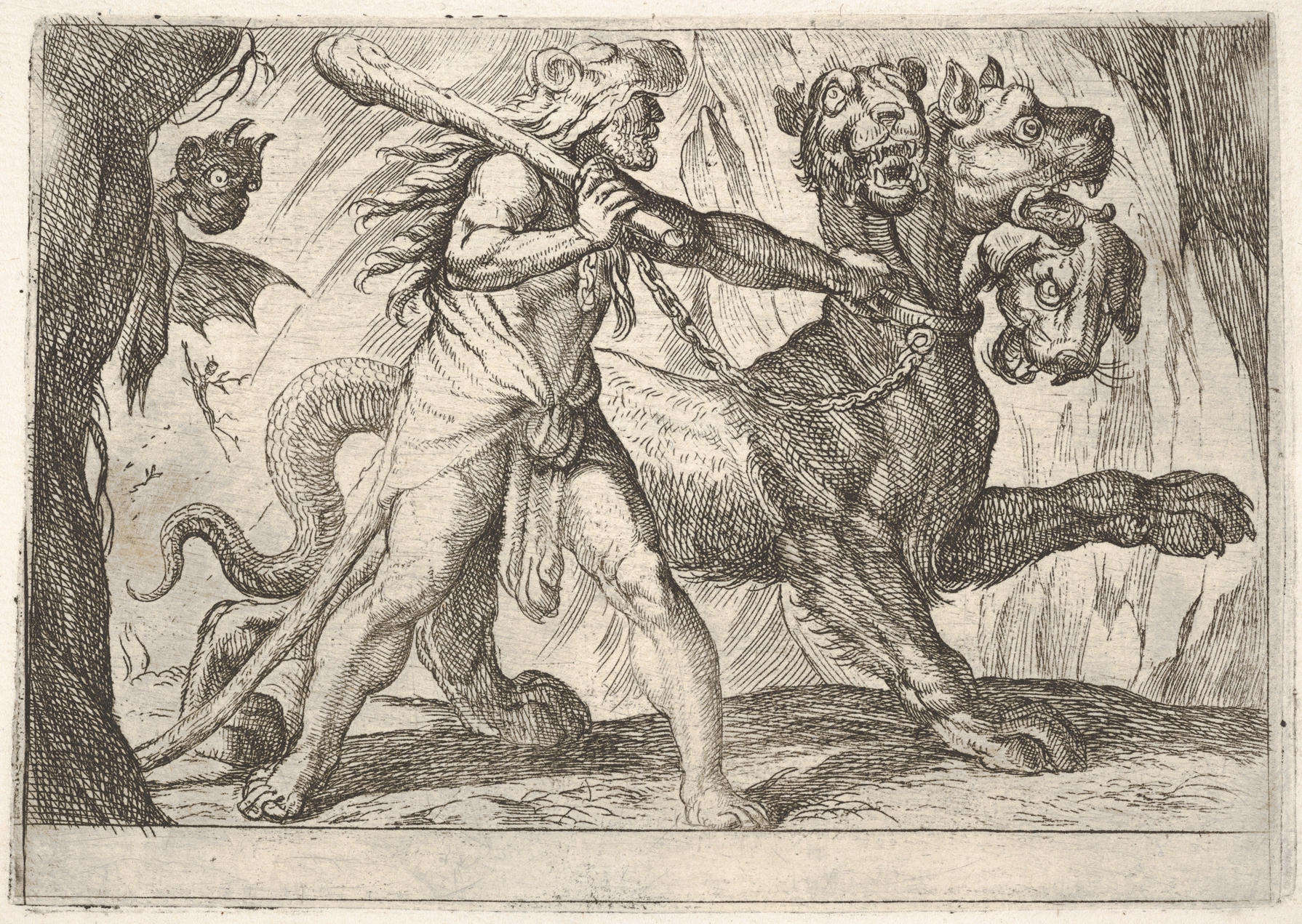
Il cane infernale Cerbero

Nel 387 a.C., Lucio morì in circostanze misteriose. Secondo le voci, morì in un modo che sembrava quasi una ripetizione della tragica fine del padre: ucciso da un cane. La sua morte, avvolta nel mistero, si trasformò in una leggenda, tanto che molti iniziavano a vedere in essa una punizione per il suo passato di crudeltà.
Il suo corpo fu profanato dal faraone Maatibra Hakor Achoris, che lo utilizzò per un oscuro rituale, aggiungendo un ulteriore strato di mito e mistero alla figura di Lucio Valerio Potito. La sua morte, seguita dal macabro gesto del faraone, segnò la fine di un uomo che aveva visto e compiuto ogni tipo di atrocità, ma che, nel contempo, aveva scritto il proprio nome nella storia di Roma e oltre.